# 新・喜びも悲しみも幾歳月
『新・喜びも悲しみも幾歳月』は、1986年6月28日に日本で公開された映画。1957年公開の『喜びも悲しみも幾歳月』の監督である木下惠介が、同作を自身でリメイクしたものである。

## ストーリー
転勤の多い燈台守一家の生活を13年にわたって描く。京都府の経ヶ岬灯台、青森県の尻屋埼灯台、東京都の八丈島灯台、静岡県の石廊埼灯台、大分県の水ノ子島灯台などが登場する。
原作・脚本・監督は『この子を残して』の木下恵介、撮影は『泰造』の岡崎宏三、主題歌「海辺の旅」は加藤登紀子。
灯台に波が打ち寄せるシーンは、東宝の川北紘一によるミニチュア特撮で表現された。川北の起用は、東宝作品に参加した経験もある撮影の岡崎宏三からの紹介によるものであったが、川北へ直接依頼があったのではなく東宝撮影所の大プールを使用するため川北に話が回ってきたという。当初はデイシーンの予定であったが、最終的にナイトシーンになった。

## キャスト
- 杉本芳明：加藤剛
- 杉本朝子：大原麗子
- 大門敬二郎：中井貴一
- 長尾由起子：紺野美沙子
- 杉本雅子：篠山葉子
- 杉本邦夫：植木等
- 長尾猛：田中健

## スタッフ
- 監督：木下惠介
- 撮影：岡崎宏三
- 照明：佐久間丈彦
- 音楽：木下忠司
- 録音：島田満
- 美術：芳野尹孝
- プロデューサー：脇田雅丈

## 主題歌
- 「海辺の旅」（歌：加藤登紀子）
  - 作詞：岩谷時子／作曲：木下忠司／編曲：川村栄二

## 受賞
- 第10回日本アカデミー賞 最優秀助演男優賞：植木等[4]
- 第60回キネマ旬報ベスト・テン 助演男優賞：植木等
- 第41回毎日映画コンクール 男優助演賞：植木等
- 第10回日本アカデミー賞 優秀助演女優賞：紺野美沙子
- 第11回山路ふみ子映画賞女優賞：大原麗子